# Time 'n' Place
Time 'n' Place é o segundo álbum de estúdio da banda inglesa de indie pop Kero Kero Bonito, lançado em 1 de outubro de 2018 pela Polyvinyl Record Co. nos Estados Unidos e lançado independentemente em todo o mundo. É seu primeiro álbum lançado sob o selo da Polyvinyl. Produzido pelo multi-instrumentista da banda Gus Lobban, inclui os singles lançados anteriormente "Only Acting" (apresentado também em seu EP TOTEP), "Time Today" e "Make Believe". Musicalmente, o álbum marca uma partida estilística dos esforços musicais eletrônicos anteriores da banda, apresentando uma mistura de indie rock, noise, shoegaze, dream pop, pop experimental e synth-pop.

## História
O álbum representa um afastamento do som da banda apresentado em seu álbum de estreia, Bonito Generation. Durante a turnê do álbum, a banda tocou em Jacarta, na Indonésia, onde, nas palavras do produtor e baterista Gus Lobban, "a banda experimentou coisas que nem apreciávamos que existissem". Após a turnê, a banda voltou para suas casas nos subúrbios de Londres, e quando a banda se reagrupou eles decidiram "fazer o que quisermos". Além disso, depois que Lobban ouviu o álbum Beyond the Fleeting Gales da banda Crying, ele se inspirou para começar a criar música com bateria e guitarra novamente, pois sentiu que o álbum combinava perfeitamente as várias influências do Kero Kero Bonito com o indie rock moderno. Jamie Bulled e Lobban começaram a tocar nos instrumentos em que primeiramente aprenderam sobre música (baixo e bateria, respectivamente), e Sarah Bonito foi movida a escrever letras inspiradas em imagens que lembravam suas memórias de infância. Tematicamente, o álbum aborda a perda de entes queridos, objetos físicos e ambientes e a perda da inocência. A música "Visiting Hours" apresenta letras escritas por Lobban sobre suas frequentes visitas ao pai hospitalizado, e "If I'd Known", escrita por Lobban e Bulled, foi inspirada por sua frequente indecisão. Lobban descreveu o álbum inspirado nos subúrbios. Estilisticamente, ao contrário da ascensão da música trap nos subúrbios de Londres, o som do álbum é influenciado por bandas suburbanas, como My Bloody Valentine, CSS, Lush e Sweet Trip.

## Recepção
Tshepo Mokoena, do Noisey, elogiou o Time 'n' Place, escrevendo: "De alguma forma, Kero Kero Bonito conseguiu esmagar tantas texturas do subúrbio – inércia, conforto, sonolência satisfeita, algo que você quer resistir porque é chato como o inferno – em um novo álbum." Ela também afirmou que o álbum "parece um renascimento" e "como um álbum sobre se tornar uma pessoa, sem ser estritamente um álbum sobre a adolescência".
Luke Pearson do Exclaim! concedeu ao álbum uma pontuação de 8 em 10, escrevendo que "não há nada no Time 'n' Place que se aproxime remotamente do sugar-rush principal de faixas como "Trampoline" ou "Picture This" e, francamente, é difícil não perder esse estilo", mas depois afirmando que "você será conquistado, desde que mantenha a mente aberta, pois este ainda é um álbum do KKB, cheio de ótimas melodias, floreios de sintetizadores e tangentes líricas divertidas." Ele concluiu chamando-o de o álbum mais coeso da banda, "com um verdadeiro fluxo e refluxo, ao contrário do Bonito Generation de 2016, que, por mais excelente que fosse, soava mais como uma coleção de singles do SoundCloud".

## Faixas
Todas as canções escritas por Gus Lobban.
| N.º            | Título             | Duração |  |
| 1.             | "Outside"          | 1:51    |  |
| 2.             | "Time Today"       | 2:11    |  |
| 3.             | "Only Acting"      | 3:49    |  |
| 4.             | "Flyway"           | 1:58    |  |
| 5.             | "Dump"             | 3:01    |  |
| 6.             | "Make Believe"     | 3:27    |  |
| 7.             | "Dear Future Self" | 2:46    |  |
| 8.             | "Visiting Hours"   | 2:25    |  |
| 9.             | "If I'd Known"     | 2:43    |  |
| 10.            | "Sometimes"        | 2:01    |  |
| 11.            | "Swimming"         | 3:19    |  |
| 12.            | "Rest Stop"        | 3:22    |  |
| Duração total: | Duração total:     | 32:53   |  |

## Ficha técnica
Créditos adaptados dos sites oficiais da Kero Kero Bonito e de sua gravadora.
Kero Kero Bonito
- Sarah Midori Perry – vocais
- Gus Lobban – bateria, teclados, vocais de apoio (em "Visiting Hours"),[18] produção.
- Jamie Bulled – baixo, vocais (em "If I'd Known")

Músicos adicionais
- James Rowland – guitarra, noise
- The Parakeets (Cecile Believe, Elaiza Santos & Oscar) – vocais de apoio
- Jennifer Walton – noise (em "Outside" e "Rest Stop")
- The Sometimes Singers (George, Yasmin, bo en, Aggie & Oscar) – vocais extras (em "Sometimes")
- Calum "Bo-En" Bowen – arranjador (em "Dear Future Self")
- Cindy Foster & Greta Mutlu – violinos (em "Dear Future Self")
- Alex Plant-Smith – violoncelo (em "Dear Future Self")

Produção
- Jimmy Robertson – gravação
- Andy Ramsay – engenharia
- Anthony Lim – mixing, masterização (em Premier Mastering)

## Paradas musicais
| Paradas (2019)                 | Melhor posição |
| ------------------------------ | -------------- |
| Heatseekers Albums (Billboard) | 1              |
| Independent Albums (Billboard) | 6              |
| Top Album Sales (Billboard)    | 63             |
| Vinyl Albums (Billboard)       | 5              |